# Campeonato de Fútbol Femenino de Primera División A 2024 (Argentina)
El Campeonato de Fútbol Femenino de  Primera División A 2024 fue la sexta temporada de la era semiprofesional de la Primera División A del fútbol femenino argentino. Es organizado por la Asociación del Fútbol Argentino.
Los nuevos participantes fueron los dos equipos ascendidos de la Primera División B 2023: el campeón, San Luis  FC, de La Punta y Newell's Old Boys, de Rosario, ganador del torneo reducido por el segundo ascenso. Ambos equipos participaron de la categoría por primera vez en su historia.
La temporada comenzó el 9 de marzo y finalizó el 11 de diciembre. Los equipos Boca Juniors y San Lorenzo, campeones de los torneos Apertura y Clausura respectivamente, obtuvieron la clasificación a la Copa Libertadores Femenina 2025. Argentina contará con dos cupos en esta edición del torneo internacional, ya que será el país anfitrión de la competencia.

## Ascensos y descensos
| Pos.      | Equipos ascendidos de la Primera División B 2023 |
| --------- | ------------------------------------------------ |
| Campeón   | San Luis FC                                      |
| Gan. red. | Newell's Old Boys                                |

| Pos. / Prom. | Equipos descendidos en la temporada 2023 |
| ------------ | ---------------------------------------- |
| 17.º         | El Porvenir                              |
| 18.º         | Estudiantes (LP)                         |
| 19.º         | Lanús                                    |
| 20.º         | Defensores de Belgrano                   |

## Sistema de disputa
Cada fase del campeonato es un torneo independiente, llamados respectivamente Apertura y Clausura. Se jugaron en una sola rueda de todos contra todos, siendo la segunda las revanchas de la primera, y tienen su propio campeón.

### Descenso
Los últimos dos equipos de la tabla general de posiciones descendieron a la segunda división.

### Clasificación a torneos internacionales
Los ganadores de ambos torneos clasificaron a la Copa Libertadores Femenina 2025.

## Equipos participantes
| Equipo             | Ciudad        | Recinto(s)                             |                                        |
| ------------------ | ------------- | -------------------------------------- | -------------------------------------- |
| Banfield           | Banfield      | Campo de deportes Alfredo Palacios     | Campo de deportes Alfredo Palacios     |
| Belgrano           | Córdoba       | Predio Armando Pérez                   | Predio Armando Pérez                   |
| Boca Juniors       | Buenos Aires  | Complejo Pedro Pompilio                | Complejo Pedro Pompilio                |
| Estudiantes (BA)   | Buenos Aires  | Predio de Martín Coronado              | Predio de Martín Coronado              |
| Excursionistas     | Buenos Aires  | Estadio de Excursionistas              | Estadio de Excursionistas              |
| Ferro Carril Oeste | Buenos Aires  | Predio de Pontevedra                   | Predio de Pontevedra                   |
| Gimnasia y Esgrima | La Plata      | Estancia Chica                         | Estancia Chica                         |
| Huracán            | Buenos Aires  | La Quemita                             | La Quemita                             |
| Independiente      | Avellaneda    | Predio de Villa Domínico               | Predio de Villa Domínico               |
| Newell's Old Boys  | Rosario       | Centro Jorge B. Griffa                 | Centro Jorge B. Griffa                 |
| Platense           | Vicente López | Predio Alejandro Mariani Dolán         | Predio Alejandro Mariani Dolán         |
| Racing Club        | Avellaneda    | Predio Tita Mattiussi                  | Predio Tita Mattiussi                  |
| River Plate        | Buenos Aires  | River Camp                             | River Camp                             |
| Rosario Central    | Rosario       | Ciudad Deportiva de Central            | Ciudad Deportiva de Central            |
| San Lorenzo        | Buenos Aires  | Ciudad Deportiva                       | Ciudad Deportiva                       |
| San Luis FC        | La Punta      | Estadio Provincial Juan Gilberto Funes | Estadio Provincial Juan Gilberto Funes |
| S.A.T.             | Moreno        | Estadio 12 de Agosto                   | Estadio 12 de Agosto                   |
| UAI Urquiza        | Villa Lynch   | Estadio Monumental de Villa Lynch      | Estadio Monumental de Villa Lynch      |

### Distribución geográfica de los equipos
| Región                 | Cant. | Equipos                                                                              |
| ---------------------- | ----- | ------------------------------------------------------------------------------------ |
| Conurbano bonaerense   | 7     | Banfield, Estudiantes, Independiente, Platense, Racing Club, S.A.T. y UAI Urquiza    |
| Ciudad de Buenos Aires | 6     | Boca Juniors, Excursionistas, Ferro Carril Oeste, Huracán, River Plate y San Lorenzo |
| Ciudad de Rosario      | 2     | Newell's Old Boys y Rosario Central                                                  |
| Gran La Plata          | 1     | Gimnasia y Esgrima                                                                   |
| Provincia de Córdoba   | 1     | Belgrano                                                                             |
| Provincia de San Luis  | 1     | San Luis FC                                                                          |

## Torneo Apertura

### Tabla de posiciones final
| Pos. | Equipo                  | Pts. | PJ | PG | PE | PP | GF | GC | Dif. |
| ---- | ----------------------- | ---- | -- | -- | -- | -- | -- | -- | ---- |
| 1.º  | Boca Juniors            | 45   | 17 | 14 | 3  | 0  | 49 | 6  | 43   |
| 2.º  | Racing Club             | 36   | 17 | 10 | 6  | 1  | 33 | 10 | 23   |
| 3.º  | River Plate             | 36   | 17 | 11 | 3  | 3  | 33 | 15 | 18   |
| 4.º  | Belgrano                | 32   | 17 | 9  | 5  | 3  | 27 | 12 | 15   |
| 5.º  | Ferro Carril Oeste      | 31   | 17 | 9  | 4  | 4  | 32 | 19 | 13   |
| 6.º  | San Luis FC             | 28   | 17 | 7  | 7  | 3  | 25 | 17 | 8    |
| 7.º  | Gimnasia y Esgrima (LP) | 26   | 17 | 7  | 5  | 5  | 28 | 19 | 9    |
| 8.º  | Independiente           | 25   | 17 | 7  | 4  | 6  | 18 | 24 | −6   |
| 9.º  | San Lorenzo             | 24   | 17 | 7  | 3  | 7  | 23 | 20 | 3    |
| 10.º | Banfield                | 24   | 17 | 7  | 3  | 7  | 21 | 22 | −1   |
| 11.º | UAI Urquiza             | 23   | 17 | 7  | 2  | 8  | 20 | 21 | −1   |
| 12.º | Newell's Old Boys       | 23   | 17 | 7  | 2  | 8  | 19 | 22 | −3   |
| 13.º | S.A.T.                  | 20   | 17 | 6  | 2  | 9  | 19 | 21 | −2   |
| 14.º | Platense                | 17   | 17 | 3  | 8  | 6  | 14 | 19 | −5   |
| 15.º | Rosario Central         | 15   | 17 | 4  | 3  | 10 | 9  | 26 | −17  |
| 16.º | Estudiantes (BA)        | 12   | 17 | 3  | 3  | 11 | 15 | 32 | −17  |
| 17.º | Huracán                 | 10   | 17 | 3  | 1  | 13 | 11 | 25 | −14  |
| 18.º | Excursionistas          | 0    | 17 | 0  | 0  | 17 | 3  | 63 | −60  |

|  | Campeón. Clasificó a la Copa Libertadores Femenina 2025. |

|  |

## Torneo Clausura

### Tabla de posiciones
| Pos. | Equipo                  | Pts. | PJ | PG | PE | PP | GF | GC | Dif. |
| ---- | ----------------------- | ---- | -- | -- | -- | -- | -- | -- | ---- |
| 1.º  | San Lorenzo             | 45   | 17 | 14 | 3  | 0  | 24 | 8  | 16   |
| 2.º  | Racing Club             | 37   | 17 | 11 | 4  | 2  | 41 | 16 | 25   |
| 3.º  | Boca Juniors            | 36   | 17 | 10 | 6  | 1  | 48 | 13 | 35   |
| 4.º  | UAI Urquiza             | 33   | 17 | 10 | 3  | 4  | 34 | 16 | 18   |
| 5.º  | Gimnasia y Esgrima (LP) | 32   | 17 | 10 | 2  | 5  | 28 | 26 | 2    |
| 6.º  | Newell's Old Boys       | 31   | 17 | 9  | 4  | 4  | 26 | 13 | 13   |
| 7.º  | Belgrano                | 27   | 17 | 8  | 3  | 6  | 24 | 21 | 3    |
| 8.º  | Banfield                | 23   | 17 | 7  | 2  | 8  | 23 | 14 | 9    |
| 9.º  | River Plate             | 21   | 17 | 5  | 6  | 6  | 27 | 25 | 2    |
| 10.º | Independiente           | 21   | 17 | 5  | 6  | 6  | 19 | 25 | −6   |
| 11.º | San Luis FC             | 20   | 17 | 4  | 8  | 5  | 31 | 29 | 2    |
| 12.º | Platense                | 18   | 17 | 5  | 3  | 9  | 19 | 24 | −5   |
| 13.º | Ferro Carril Oeste      | 17   | 17 | 4  | 5  | 8  | 21 | 20 | 1    |
| 14.º | Huracán                 | 17   | 17 | 4  | 5  | 8  | 24 | 34 | −10  |
| 15.º | Estudiantes (BA)        | 15   | 17 | 3  | 6  | 8  | 20 | 31 | −11  |
| 16.º | Rosario Central         | 14   | 17 | 4  | 2  | 11 | 22 | 30 | −8   |
| 17.º | S.A.T.                  | 11   | 17 | 2  | 5  | 10 | 12 | 24 | −12  |
| 18.º | Excursionistas          | 4    | 17 | 1  | 1  | 15 | 6  | 76 | −70  |

|  | Campeón. Clasificó a la Copa Libertadores Femenina 2025. |

|  |

## Tabla general de posiciones
Esta tabla se conformó por la suma de puntos obtenidos en el Torneo Apertura y el Torneo Clausura. Los últimos dos equipos perdieron la categoría. Los primeros 8 clasificaron a la Copa Federal.
| Pos. | Equipo                  | Pts. | PJ | PG | PE | PP | GF | GC  | Dif. |
| ---- | ----------------------- | ---- | -- | -- | -- | -- | -- | --- | ---- |
| 1.º  | Boca Juniors            | 81   | 34 | 24 | 9  | 1  | 97 | 19  | 78   |
| 2.º  | Racing Club             | 73   | 34 | 21 | 10 | 3  | 73 | 26  | 47   |
| 3.º  | San Lorenzo             | 69   | 34 | 21 | 6  | 7  | 47 | 28  | 19   |
| 4.º  | Gimnasia y Esgrima (LP) | 61   | 34 | 18 | 7  | 9  | 56 | 45  | 11   |
| 5.º  | Belgrano                | 59   | 34 | 17 | 8  | 9  | 49 | 28  | 21   |
| 6.º  | River Plate             | 57   | 34 | 16 | 9  | 9  | 57 | 39  | 18   |
| 7.º  | UAI Urquiza             | 56   | 34 | 17 | 5  | 12 | 52 | 37  | 15   |
| 8.º  | Newell's Old Boys       | 54   | 34 | 16 | 6  | 12 | 45 | 35  | 10   |
| 9.º  | Ferro Carril Oeste      | 48   | 34 | 13 | 9  | 12 | 55 | 39  | 16   |
| 10.º | San Luis FC             | 48   | 34 | 11 | 15 | 8  | 56 | 46  | 10   |
| 11.º | Banfield                | 47   | 34 | 14 | 5  | 15 | 45 | 43  | 2    |
| 12.º | Independiente           | 46   | 34 | 12 | 10 | 12 | 36 | 49  | −13  |
| 13.º | Platense                | 35   | 34 | 8  | 11 | 15 | 33 | 43  | −10  |
| 14.º | S.A.T.                  | 31   | 34 | 8  | 7  | 19 | 31 | 47  | −16  |
| 15.º | Rosario Central         | 29   | 34 | 8  | 5  | 21 | 31 | 55  | −24  |
| 16.º | Huracán                 | 27   | 34 | 7  | 6  | 21 | 35 | 59  | −24  |
| 17.º | Estudiantes (BA)        | 24   | 34 | 5  | 9  | 20 | 35 | 63  | −28  |
| 18.º | Excursionistas          | 4    | 34 | 1  | 1  | 32 | 9  | 145 | −136 |

|  | Los equipos que ocuparon esta posición al finalizar la disputa clasificaron a la Copa Federal.       |
|  | Los equipos que ocuparon esta posición al finalizar la disputa descendieron a la Primera División B. |

|  |